# Ramphocaenus
Ramphocaenus is een geslacht van kleine zangvogels uit de familie muggenvangers Polioptilidae. Het geslacht telt twee soorent.

## Soorten
- Ramphocaenus melanurus  – Vieillots muggensluiper
- Ramphocaenus sticturus  – Hellmayrs muggensluiper